# Блэйр, Бонни
Бо́нни Кэтлин Блэйр (англ. Bonnie Kathleen Blair, род. 18 марта 1964 года, Корнуолл, штат штат Нью-Йорк) — американская конькобежка, пятикратная олимпийская чемпионка, трёхкратная чемпионка мира в спринте, многократная рекордсменка мира в спринтерском многоборье и 500 метров. Участница четырёх Олимпиад.

## Биография
Блэр родилась в Корнуолле, её родители отец Чарли и мать Элеонора были страстные поклонники катания на коньках, много раз участвовали в различных состязаниях. В 1966 году вместе с семьёй переехала в Шампейн, где и выросла в семье заядлых фигуристов. Она была шестым ребёнком в многодетной спортивной семье, в которой пятеро детей были конькобежцами. Отец работал инженером-строителем. 
Первые коньки родители купили Бонни, когда ей было всего 2 года. Найти коньки подходящего размера родители не смогли, поэтому находчивые папа и мама одевали их Кэтлин поверх зимней обуви. Она начала участвовать в гонках наперегонки со своими старшими братьями и сёстрами, когда ей было 4 года. Впервые она вышла на старт массовых соревнований в шесть лет и с тех пор регулярно участвовала в состязаниях.
Тренеры не верили в её талант, поэтому советовали родителям отдать дочку в другие виды спорта. Вдоволь позанимавшись легкой атлетикой и гимнастикой Блэр вернулась на лёд. В Шампейне не было большого 400-метрового катка и она попросила родителей отвезти её в Уэст-Аллис на каток «Стейт Фэйр Парка». Там она повстречала Дайан Холум, которая и посоветовала ей специализироваться в классических гонках. 
В 16-тилетнем возрасте Бонни всерьёз занялась конькобежным спортом, заставив очень быстро обратить на себя внимание специалистов. Она обучалась в средней школе им. Джефферсона, по окончании которой переехала в Милуоки и начала тренироваться со сборной США по конькобежному спорту. Большую роль в жизни спортсменки сыграл конькобежец и друг по команде – Дэйв Силк, который помогал ей в тренировках. 
В 1982 году приняла участие в соревнованиях на европейском континенте. В Европе – колыбели зимнего спорта, базировались лучшие школы для конькобежцев. В 1983–84 годах Блэр выигрывала Чемпионат США и попала в олимпийскую сборную. Тогда же в 1983 году приняла участие на чемпионате мира по шорт-треку в Токио, где выиграла в беге на 1000 м серебряную медаль и бронзовую в эстафете.
Первой Олимпиадой для Блэйр стала Олимпиада 1984 года в Сараево, где она заняла 8-е место на дистанции 500 метров. В апреле на чемпионате мира по шорт-треку в Питерборо Блэр выиграла в беге на 1000 м и вновь завоевала бронзу в эстафете. Через год на чемпионате мира по шорт-треку в Амстердаме поднялась на 2-е место в личном зачёте многоборья, выиграв весь комплект медалей на трёх дистанциях.
В 1986 году выиграла бронзу на чемпионате мира по спринтерскому многоборью в Каруидзаве, а в апреле на чемпионате мира по шорт-треку в Шамони она выиграла все три золотые медали и стала абсолютной чемпионкой мира. Зимой 1987 года завоевала серебро в личном зачёте на чемпионате мира по спринтерскому многоборью в Квебеке.
На Олимпийских играх Калгари в 1988 году стала Олимпийской чемпионкой на 500 метров, побив свой же мировой рекорд (39,10 с), а также стала бронзовым призёром на 1000 м и 4-й на 1500 м. Следом выиграла бронзу в многоборье на чемпионате мира по спринту в Уэст-Аллисе, а в 1989 году Блэйр прерывает гегемонию немецких конькобежек на мировых первенствах и выиграла в Херенвене в абсолютном зачёте золотую медаль.

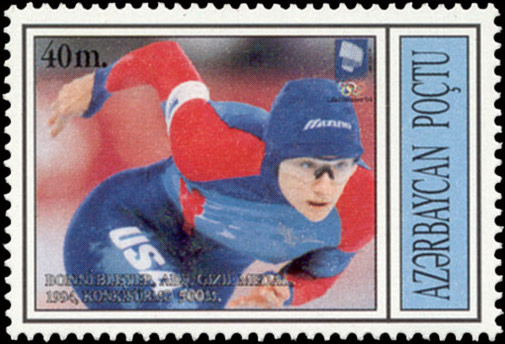
Бонни Блэйр на почтовой марке Азербайджана 1995 года

 Через год на очередном чемпионате мира по спринту в Тромсё стала серебряным призёром.
Спустя 2 года на Олимпиаде в Альбервиле выиграла ещё две золотые медали — на 500 и 1000 метров. 
В 1992 и в 1993 годах стала ещё дважды серебряной медалисткой чемпионате мира по спринтерскому многоборью, установив 3 мировых рекорда в спринтерском многоборье и на дистанции 500 м.
В 1994 году на зимней Олимпиаде в Лиллехаммере повторила свой успех прошлой олимпиады и стала пятикратной Олимпийской чемпионкой. Она ещё дважды выигрывала чемпионат мира в спринтерском многоборье — в 1994 и 1995 годах, также   выиграла в 1994 и в 1995 годах Кубок мира по бегу на 500 и 1000 метров. Последний чемпионат 1995 года, где установила ещё два мировых рекорда, стал для Блэйр заключительным в карьере. Она приняла решение уйти из большого спорта.
Обладатель титула «Спортсмен года» 1994 года по версии Sports Illustrated (совместно с Юханом-Улафом Коссом).
Она активно занимается тренерской деятельностью, читает лекции в университетах США, снимается в рекламе, комментирует спортивные соревнования по телевидению, огромное внимание уделяет общественной деятельности. В настоящее время она является членом правления Национального ледового центра Петтит.

## Семья
Блэр замужем за Дэвидом, который является четырёхкратным олимпийским чемпионом США по конькобежному спорту, и у них двое детей. Её отец умер от рака в 1989 году, а мать, у которой была диагностирована болезнь Альцгеймера, умерла в 2004 году. Брат Роберт скончался после борьбы с раком мозга в 2008 году, сестра Сюзанна, возможно, умерла от лейкемии в марте 2013 года, а у другой сестры, Анжелы, гепатит B. Сестра Мэри добилась хороших успехов на конькобежном поприще. В 1968 году она заняла четвёртое место на предолимпийских отборочных соревнованиях и поехала на Олимпиаду в Гренобль в качестве запасной.

## Награды
- 1992 год - признана лучшей американской спортсменкой среди любителей.
- 2004 год - введена в Олимпийский зал славы США.

## Рекорды мира
Бонни Блэйр девять раз устанавливала рекорд мира, пять раз в спринтерском многоборье (500, 1000, 500, 1000) и четыре раза на 500 метров.
| № | Дисциплина              | Время   | Дата            | Место    |
| - | ----------------------- | ------- | --------------- | -------- |
| 1 | 500 м                   | 39,43   | 19 марта 1987   | Херенвен |
| 2 | 500 м                   | 39,10   | 22 февраля 1988 | Калгари  |
| 3 | Спринтерское многоборье | 159,435 | 26 февраля 1989 | Херенвен |
| 4 | Спринтерское многоборье | 159,390 | 19 января 1992  | Давос    |
| 5 | Спринтерское многоборье | 157,405 | 30 января 1994  | Калгари  |
| 6 | Спринтерское многоборье | 156,505 | 26 марта 1994   | Калгари  |
| 7 | 500 м                   | 38,99   | 26 марта 1994   | Калгари  |
| 8 | Спринтерское многоборье | 156,435 | 11 февраля 1995 | Калгари  |
| 9 | 500 м                   | 38,69   | 12 февраля 1995 | Калгари  |